# К-560 «Северодвинск»
К-560 «Северодвинск» — российская многоцелевая атомная подводная лодка 4-го поколения. Головной корабль проекта 885 «Ясень». Построена по базовому проекту 885 (08850) «Ясень», входит в состав 11-й дивизии подводных лодок Северного флота.

## Строительство и испытания
Закладка состоялась на предприятии «Севмаш» 21 декабря 1993 года под заводским номером 160. Экономические трудности в стране, а также принципиально новая архитектура корпуса и применение новейших образцов вооружения обусловили длительный период её строительства.
20 октября 2009 года на место базирования прибыл экипаж. 22 декабря 2009 года подписано соглашение между ОАО ПО «Севмаш» и администрацией Северодвинска о шефстве над экипажем.

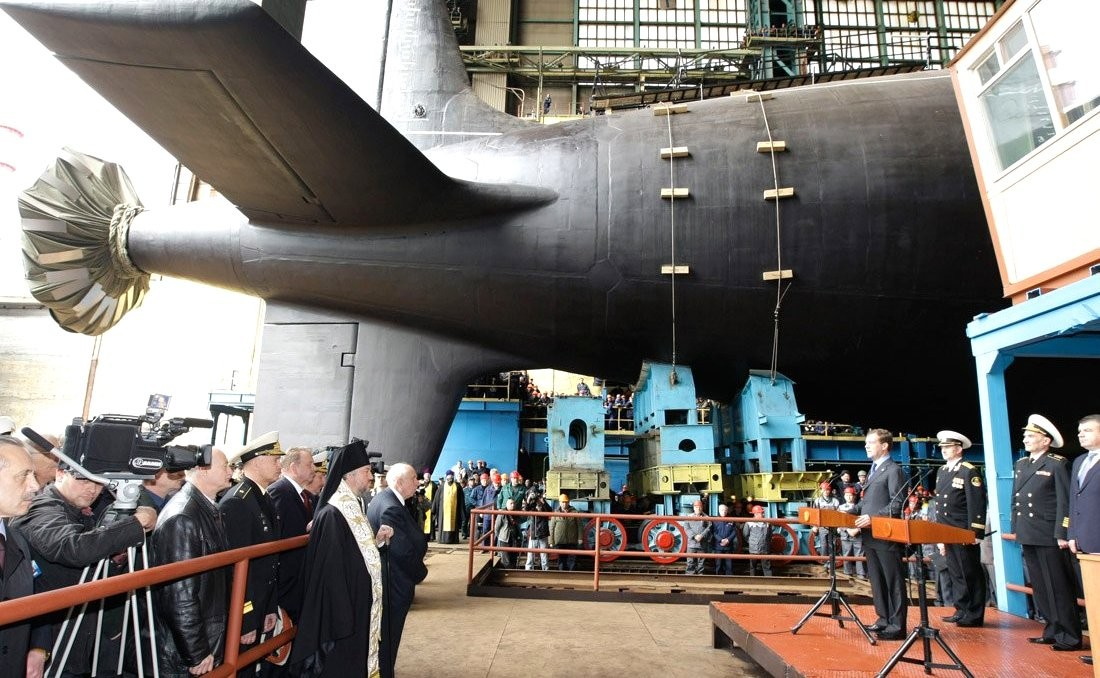
Вывод из эллинга 55-го цеха, 15 июня 2010 года

В марте 2010 года завершились электромонтажные работы и работы по укладке кабеля и продолжились пусконаладочные работы. 15 июня 2010 года лодка выведена из эллинга 55-го цеха. На церемонии присутствовали президент Дмитрий Медведев, министр обороны Анатолий Сердюков, главнокомандующий ВМФ Владимир Высоцкий, генеральный директор — генеральный конструктор СПМБМ «Малахит» Владимир Николаевич Пялов, президент ОСК Роман Троценко. Передвижение АПЛ в плавучий док началось в 14 часов 10 минут, после команды генерального директора «Севмаш» Николая Калистратова: «Начать движение крейсера по направлению к морю!» 15 июня 2010 года «Северодвинск» был спущен на воду из передаточного дока.
12 сентября 2011 года К-560 «Северодвинск» впервые вышла в море на заводские ходовые испытания. В общей сложности в течение двух последующих лет атомоход находился в море 137 суток.
5 ноября 2013 года лодка передана на государственные испытания. 6 ноября 2013 года, в рамках государственных испытаний, впервые был выполнен пуск сверхзвуковой противокорабельной ракеты «Оникс».
30 декабря 2013 года К-560 «Северодвинск» была принята в опытную эксплуатацию без подъёма Андреевского флага. Подъём флага был запланирован на 17 июня 2014 года
В 2014 году продолжились морские испытания отдельных узлов и систем — проверялась работоспособность систем гидроакустики, навигации, электро-механической части и других агрегатов. Выполнены стрельбы крылатой ракетой большой дальности «Калибр» из подводного положения. Кроме того, велась работа по дальнейшему снижению шумности подводной лодки, которая у «Северодвинска» ниже, чем у имеющихся на флоте АПЛ, но выше параметров, установленных тактико-техническим заданием Минобороны.

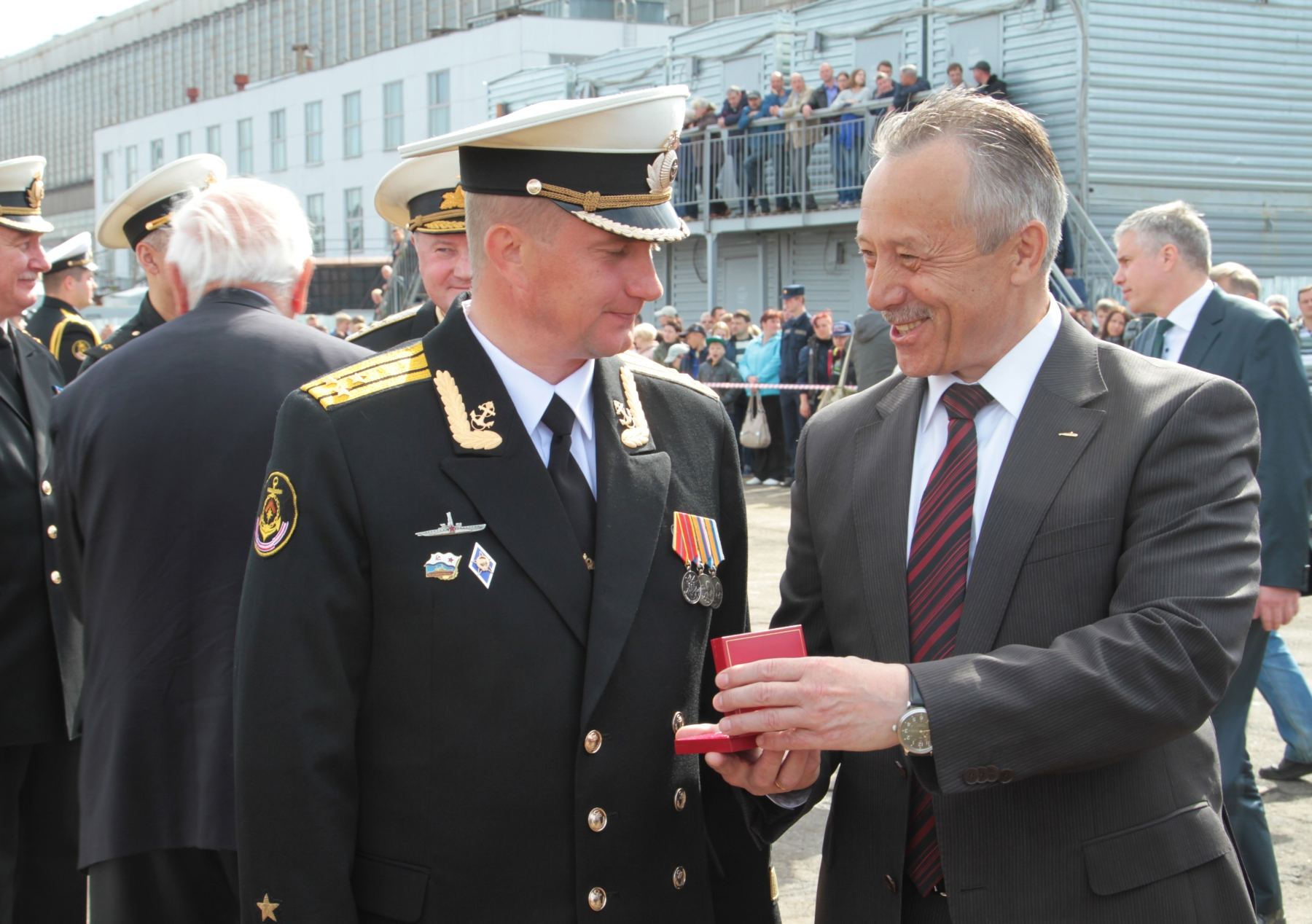
Командир АПРК «Северодвинск» Сергей Митяев и мэр Северодвинска Михаил Гмырин. Передача АПРК «Северодвинск» ВМФ России, 17 июня 2014 года

17 июня 2014 года, после торжественного подъёма Военно-морского флага, подлодка была принята в опытную эксплуатацию и зачислена в 11-ю «противоавианосную» дивизию подводных лодок Северного флота, которая дислоцирована в военно-морской базе Западная Лица.
С 3 по 18 июля 2014 года АПЛ совершила первый в навигации 2014 года выход в море. Был выполнен переход в глубоководную зону для завершения проверки работ всех систем и комплексов.

## Служба

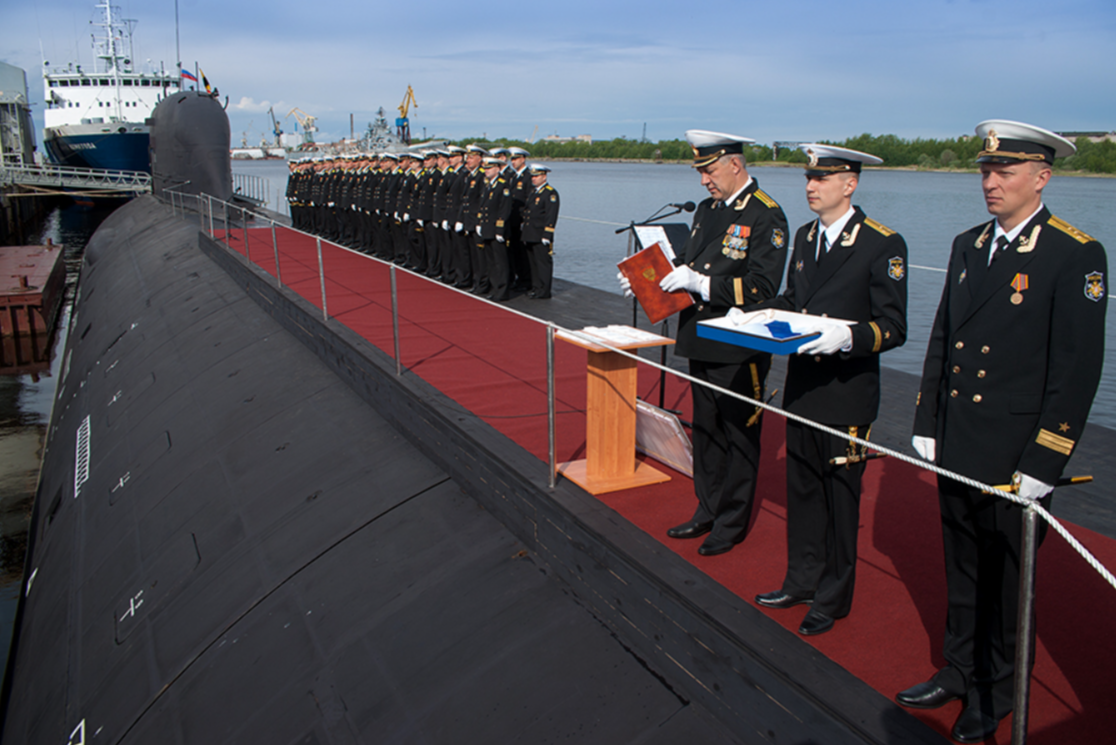
Церемония подъема флага ВМФ России на головной АПЛ Северодвинск 17 июня 2014 года

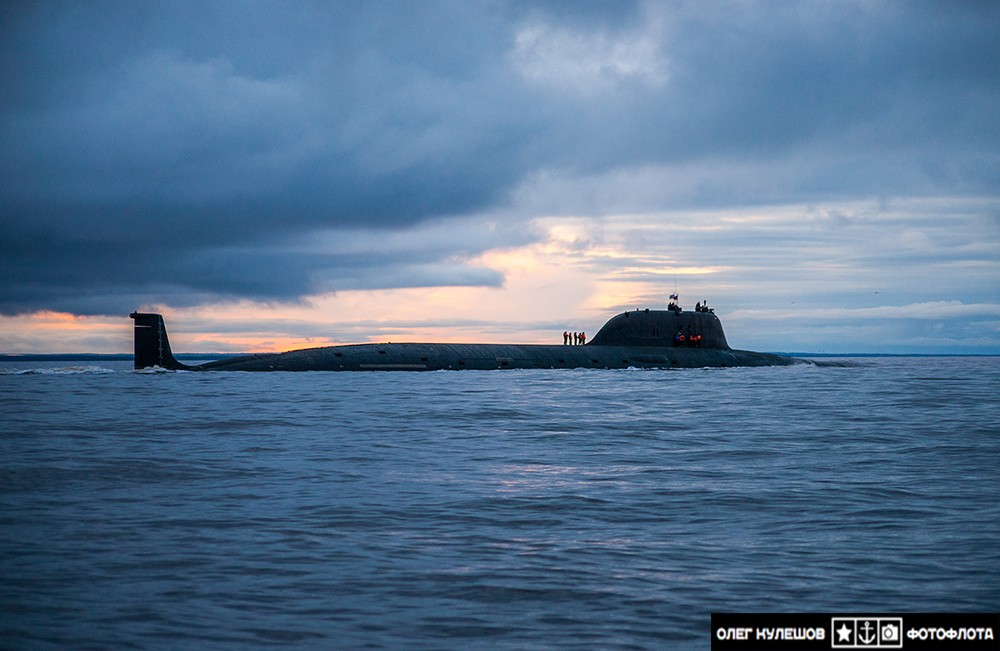
К-560 выходит в море на испытания, 19 марта 2016

27 июля 2014 года во время морского парада, посвящённого празднованию Дня ВМФ России, подводная лодка впервые стояла в парадном строю боевых кораблей Краснознамённого Северного флота на рейде Североморска.
28 июля 2014 года подводная лодка покинула Североморск и вышла на опытно-боевое дежурство в Белое море.
К 2015 году опытная эксплуатация была уже завершена, и К-560 «Северодвинск» находилась в боевом составе сил постоянной готовности.
В конце апреля 2016 года в рамках выполнения плана боевой подготовки, выполнила из подводного положения успешный пуск крылатой ракетой морского базирования «Калибр» из акватории Баренцева моря по береговой учебной цели на полигоне Чижа в Архангельской области.
18 августа 2017 года выполнила из подводного положения успешный пуск крылатой ракеты морского базирования «Калибр» из акватории Баренцева моря по мишенной позиции расположенной на дальности порядка 600 километров на полигоне в Архангельской области.
В 2019 году К-560 выполнил задачи боевой службы.
4 октября 2021 года с борта подводной лодки впервые был осуществлен пуск гиперзвуковой ракеты Циркон по условной морской цели в акватории Баренцева моря.
В 2022 году «Северодвинск» и К-410 «Смоленск» успешно произвели учебную совместную стрельбу ракетами «Калибр» и «Гранит» по удалённой на 200 км цели.

## Командиры

### Первый экипаж
- 2005—2009: И. И. Горелов
- 2009—2020: С. А. Митяев
- 2020—2021: Р. П. Санатарчук

### Второй экипаж
- 2005—2006: П. Н. Шульга
- 2006—2009: Р. А. Пацкявичюс
- 2009—2014: Е. С. Рыженко
- 2014—2020: А. С. Гладков